# Четыре возраста человека
Четыре возраста человека (итал. Le quattro età dell'uomo) — картина кисти итальянского художника Валантена де Булоня, француза по происхождению, которая хранится в Национальной галерее города Лондон.

## Описание полотна
Сюжет «Четыре возраста человека» известен в живописи Италии со времен Возрождения. Есть подобная же картина и у венецианского художника Тициана.
К сюжету в поздний период творчества обратился и Валантен де Булонь. У стола собрались четыре фигуры. Каждая срисована с реальных людей, это почти групповой портрет. Но они — ещё и олицетворение разных времен человеческой жизни: детство — малыш с игрушкой, молодость — юноша с лютней, рыцарь с книгой — зрелость, старец с бокалом вина — старость (отсылка к итальянской пословице «вино — молоко для стариков»).
Сумеречное освещение и обособленность персонажей друг от друга придают картине философскую окраску мимолетности жизни, быстротечности времени, которое никого не ждет.